# Qiwu Song
Qiwu Song, född 20 augusti 2001 är en kinesisk backhoppare som tävlar i världscupen i backhoppning, backhoppningens högsta nivå.